# Мећава (филм)
„Мећава” је југословенски филм први пут приказан 6. јула 1977. године. Режирао га је Антун Врдољак а сценарио су написали Перо Будак и Антун Врдољак.

## Улоге
| Глумац                 | Улога              |
| ---------------------- | ------------------ |
| Слободан Цица Перовић  | Јоле               |
| Милка Подруг Кокотовић | Манда, Јолина жена |
| Звонко Лепетић         | Тома               |
| Мато Ерговић           | Марко              |
| Фабијан Шоваговић      | Жандар             |
| Вера Зима              | Маша               |
| Винко Краљевић         | Переља             |
| Марија Алексић         | Анка, Маркова жена |
| Круно Валентић         | Лукеша             |
| Иво Грегуревић         | Иван               |

Остале улоге  ▼
| Глумац             | Улога  |
| ------------------ | ------ |
| Зденка Трах        | Бабица |
| Марија Шекелез     |        |
| Бисерка Алибеговић |        |
| Данко Љуштина      |        |